# Adrienne Shelly
Adrienne Shelly (24. juni 1966 i Queens, New York, USA – 1. november 2006 i Manhattan, New York, USA) var en amerikansk filmskuespiller og -instruktør.
Shelly debuterede som filmskuespiller i Hal Hartleys The Unbelievable Truth (1989), og blev en independent-stjerne i samme instruktørs Trust (1990). Hun spillede senere bl.a. en hovedrolle i Hold Me, Thrill Me, Kiss Me (1992) og en birolle i Bent Hamers Factotum (2005). Hun begyndte at lave egne kortfilm i 1997, og spillefilmdebuterede som instruktør i 1997. Shelly blev myrdet i november 2006; filmen hun arbejdede med, Waitress (2007), blev senere godt modtaget ved Sundance-festivalen og har fået international distribution.